# Ioan Mărgineanu
Ioan Mărgineanu (* 29. August 1928 in Cesariu, Țaga, Kreis Cluj) ist ein ehemaliger rumänischer Politiker der Rumänischen Kommunistischen Partei PCR (Partidul Comunist Român), Journalist und Diplomat, der unter anderem von 1970 bis 1976 Generaldirektor der Nachrichten- und Presseagentur AGERPRES (Agenția Națională de Presă) sowie zwischen 1976 und 1983 Botschafter in Italien sowie zeitgleich Botschafter in Malta war.

## Leben
Ioan Mărgineanu besuchte 1949 einen dreimonatigen Lehrgang an der Zeitungsschule beim Zentralkomitee (ZK) der damaligen Rumänischen Arbeiterpartei PMR (Partidul Muncitoresc Român) und war danach als Journalist tätig. Im Dezember 1957 wurde er Mitglied der Rumänischen Arbeiterpartei und absolvierte zudem ein Studium an der Fakultät für Planung des Instituts für Wirtschaftswissenschaften und Planung „Wladimir Iljitsch Lenin“ ISEP. Im Juli 1958 wurde er Mitarbeiter der Tageszeitung „Scînteia“ und war dort zunächst bis April 1959 Leiter der Informationsabteilung sowie im Anschluss zwischen April 1959 und dem 27. Juli 1965 stellvertretender Generalsekretär der Redaktion und Sonderberichterstatter. Nachdem er vom 27. Juli 1965 bis November 1966 Korrespondent der Nachrichten- und Presseagentur AGERPRES in Rom war, fungierte er zwischen dem 28. November 1966 und dem 16. April 1970 als Chefredakteur der Tageszeitung „România Liberă“, nach „Scînteia“ die zweitwichtigste Tageszeitung in der Zeit der Sozialistischen Republik Rumänien. 
1969 wurde er ferner Mitglied der Großen Nationalversammlung (Marea Adunare Națională) und vertrat in dieser zunächst bis 1975 den Wahlkreis Nr. 7 Bucinișu im Kreis Olt sowie im Anschluss zwischen 1975 und 1980 den Wahlkreis Nr. 3 Secuieni im Kreis Neamț. Während seiner Parlamentszugehörigkeit war er zwischen dem 13. März 1969 und dem 17. März 1975 auch Sekretär der Großen Nationalversammlung. Er wurde zudem auf dem Zehnten Parteitag der PCR (6. bis 12. August 1969) Kandidat des ZK der PCR und behielt diese Funktion nach seiner Bestätigung auf dem Elften Parteitag der PCR (24. bis 27. November 1974) zehn Jahre lang bis zum Zwölfter Parteitag der PCR (19. bis 23. November 1979).
Als Nachfolger von Andrei Vela übernahm Mărgineanu am 16. April 1970 die Funktion als Generaldirektor der Nachrichten- und Presseagentur AGERPRES (Agenția Națională de Presă) und verblieb in dieser bis zum 23. Juli 1976, ehe am 8. Februar 1977 Ion Cumpănașu neuer Generaldirektor wurde. Er selbst wurde daraufhin am 23. Juli 1976 außerordentlicher und bevollmächtigter Botschafter in Italien und bekleidete diesen diplomatischen Posten in Rom bis zum 1. Juli 1983, woraufhin Ion Constantinescu ihn ablöste. Er zugleich zwischen dem 16. November 1976 und dem 21. September 1983 als Botschafter in Malta akkreditiert.

### Ehrungen und Auszeichnungen
Für seine langjährigen Verdienste wurde Ioan Mărgineanu mehrfach ausgezeichnet und erhielt unter anderem den Orden der Arbeit Dritter Klasse (Ordinul Muncii), den Stern der Sozialistischen Republik Rumänien Fünfter Klasse (Ordinul Steaua Republicii Socialiste România), den Orden Tudor Vladimirescu Vierter Klasse (Ordinul Tudor Vladimirescu) sowie Orden 23. August Dritter Klasse (Ordinul 23 August).